# Benthamiella patagonica
Benthamiella patagonica ist eine Pflanzenart aus der Gattung Benthamiella in der Familie der Nachtschattengewächse (Solanaceae).

## Beschreibung
Benthamiella patagonica ist ein Chamaephyt. Die behaarten Laubblätter werden 5 bis 12 mm lang und 0,75 bis 1,5 mm breit, ihre Spitze ist drüsig behaart und abgeschnitten, der Rand ist behaart. Der Blütenkelch ist 4 bis 7 mm lang, röhrenförmig bis nahezu glockenförmig. Er ist auf der Außenseite vorwiegend drüsig behaart und mit abgeschnittenen Kelchzähnen besetzt. Die fünf Staubblätter sind zweigestaltig und stehen nicht über die Krone hinaus. Die Staubfäden setzen in unterschiedlichen Höhen in der oberen Hälfte der Kronröhre an. Der Fruchtknoten besitzt ein sichtbares Nektarium. Der Griffel steht nicht über die Krone hinaus.

## Verbreitung
Die Art wächst in offenen Steppen. Sie ist in Chubut, Santa Cruz, sowie im Südosten der Provinz Última Esperanza zu finden.

## Systematik und Botanische Geschichte
Die Art wurde 1883 von Carlos Luis Spegazzini erstbeschrieben.